# Terpsichore (Praetorius)
Terpsichore ist eine Sammlung von Tänzen des deutschen Komponisten Michael Praetorius (1571–1621). Sie enthält 312 größtenteils französische Tänze und wurde 1612 in Wolfenbüttel herausgegeben. Terpsichore ist in der griechischen Mythologie die Muse des Tanzes.

## Inhalt und Bedeutung
Der vollständige Titel der Sammlung lautet:

„TERPSICHORE, / Musarum Aoniarum / QUINTA. / Darinnen / Allerley Frantzösische / Däntze und Lieder / Als 21. Branslen: / 13. andere Däntze mit sonderbaren Namen. / 162. Couranten: / 48. Volten: / 37. Balletten: / 3 Passamezze / 23. Gaillarden: und / 4. Reprinsen / Mit 4. 5. und 6. Stimmen.“

Der lateinische Ausdruck „Musarum Aoniarum Quinta“ bedeutet „5. Band der äonischen Musen“. Dies ist die Eigenbezeichnung des Komponisten für seine weltlichen Musikwerke, im Gegensatz zu den „Musae Sioniae“, womit er seine geistlichen Kompositionen bezeichnet. Das Werk ist Praetorius’ Dienstherr Friedrich Ulrich (1591–1634), Herzog zu Braunschweig und Lüneburg gewidmet. Als Quelle für die Tänze gibt Praetorius Antoine Emeraud an, den Tanzmeister seines Dienstherrn Friedrich Ulrich. Zudem sind 30 meist fünfstimmige Tänze mit F.C. gekennzeichnet, ein Hinweis auf François Caroubel, einen italienisch-französischen Violinisten, der von 1576 bis zu seinem Tod 1611 im Dienste des französischen Hofes stand.
Das ausführliche Vorwort schließt mit Mihi Patria Coelum (lateinisch „Mein Vaterland ist der Himmel“), einerseits ein Hinweis auf die christliche Überzeugung des Komponisten, andererseits auch ein Wortspiel: Die Initialen M.P.C., die bei einigen Stücken der Sammlung zu finden sind, stehen für Michael Praetorius Creutzburgensis, „Michael Praetorius aus Creuzburg“.
Die Sammlung selbst besteht aus fünf Hauptteilen:

- Branles
- Couranten
- Volten
- Ballette
- Passamezzi, d. h. Pavanen, und Gaillarden

Jede Gruppe beginnt jeweils mit fünfstimmigen Tänzen, auf die vierstimmige Stücke folgen. Dies bedeutet, dass für Aufführungen jeweils neue Sequenzen aus verschiedenen Gruppen frei zusammengestellt werden. Diese Art der Präsentation war zur Zeit ihrer Veröffentlichung schon etwas altmodisch. Zu Beginn des 17. Jahrhunderts begannen Komponisten ihre eigenen Tanzfolgen zu notieren, die schließlich Suiten genannt wurden.  Die Nummern 286 und 288, beides Passamezze, sind die zwei einzigen sechsstimmigen Stücke. Nr. 185, eine vierstimmige Courante, trägt den Titel Wilhelm von Nass. und ist eine leicht abgewandelte Version der heutigen Nationalhymne der Niederlande.
Zur Instrumentation erteilt Praetorius nur spärliche Angaben. Das Vorwort enthält den Vorschlag, bei Wiederholungen die Lautstärke zu variieren, welches man dann auf geigenden und blasenden Instrumenten gar wol und leicht zu wege bringen kan. Die Passamezze werden auf Krumbhörnern oder anderen Instrumenten gespielet.
Terpsichore erweist sich als wertvolle Quelle des französischen Tanzrepertoires zu Beginn des 17. Jahrhunderts, nachdem einige Jahrzehnte zuvor ähnliche Sammlungen von Pierre Attaingnant und Thoinot Arbeau (Orchésographie) veröffentlicht worden waren.
In Praetorius’ Abhandlung Syntagma musicum ist Terpsichore zu Beginn einer Reihe von acht Werken mit weltlicher Musik aufgeführt. Der Verfasser schreibt dazu: „Diese nachfolgende sind zwar fast ganz fertig, aber noch zur Zeit in Druck nicht herfür kommen.“
Über die Existenz der hier aufgeführten „fast ganz fertigen“ Nummern 2 bis 8 liegen bisher keine gesicherten Erkenntnisse vor. Sie sind jedenfalls noch nicht veröffentlicht worden.

## Publikation und Aufführungen
Trotz der eminenten musikgeschichtlichen Bedeutung blieb Terpsichore jahrhundertelang vergessen und wird auch heute noch in musikwissenschaftlichen Nachschlagewerken wie Grove oder MGG nur am Rande erwähnt. Das Werk wurde 1929 in der Bearbeitung von Günther Oberst als Band 15 der Praetorius-Gesamtausgabe von Friedrich Blume veröffentlicht. Ins öffentliche Bewusstsein gelangte es jedoch erst 1960, als Fritz Neumeyer sechs Stücke aus der Sammlung, beginnend mit der Courante Nr. 183, mit einem Ensemble von Blockflöten, Gamben, Lauten, Cembalo, Regal und Schlagzeug in der Reihe Archiv Produktion der DGG veröffentlichte. Seither sind zahlreiche Aufnahmen, auch größerer Ausschnitte der Sammlung, hinzugekommen.